# Jamboł
Jamboł (bułg. Ямбол) – miasto w południowo-wschodniej Bułgarii, ośrodek administracyjny obwodu Jamboł, jedyna miejscowość gminy Jamboł, nad Tundżą (dopływem Maricy). Przemysłowo-handlowy ośrodek regionu rozwiniętego rolnictwa; przemysł spożywczy (głównie przetwórstwo owocowo-warzywne, mięsne, mleczne), włókienniczy (głównie bawełniany); węzeł kolejowy i drogowy; uzdrowisko ze źródłami mineralnymi.
Liczba mieszkańców: 86 tys. (2006)

## Miasta partnerskie
- Andiżan
- Berdiańsk
- Edirne
- Halle
- Iżewsk
- Sieradz
- Târgu Jiu
- Villejuif